# آلفردو ویهو سانچز
آلفردو ویهو سانچز (انگلیسی: Alfredo Viejo Sánchez؛ زادهٔ) یک بازیکن فوتبال اهل مکزیک است. 
وی همچنین در تیم ملی فوتبال مکزیک بازی کرده‌است.